# Interpretação musical
A interpretação musical consiste no modo como um intérprete musical executa uma dada peça musical que esteja definida numa partitura ou na tradição oral de um povo. Corresponde, portanto, à concretização da música, que existe em estado potencial, através de escolhas, conscientes ou não, e de maior ou menor talento na execução dos meios que permitem a produção da música - seja tocando um instrumento, seja cantando, dirigindo uma orquestra, etc. De facto, o usufruto de uma determinada peça musical depende muito da forma como é executada. Uma mesma ária de ópera pode ser muito apreciada por um ouvinte quando cantada por um cantor e menos apreciada quando cantada por outro: o timbre e extensão da voz, a capacidade técnica, a emotividade ou dramatismo da interpretação concorrem na avaliação do que é ouvido, e onde o gosto subjectivos tem um papel de primeira importância.
Consiste também, na interpretação musical, o conceito mais puro de arte, pois é a interpretação de alguém, este alguém, pode ser ou não profissional da música. Logo portanto, não obsta ao intérprete meramente repetir ou traduzir o que encontra-se escrito em uma partitura ou tablatura, por meio da voz ou de instrumento musical. Cabe ao intérprete não apenas ler, mas reler toda a obra, buscando no mais íntimo de si o sentimento inerente a tal inscrição.